# Léon de la Fontaine
François Joseph Albert Léon de la Fontaine, més conegut com a Léon de la Fontaine, (Ciutat de Luxemburg, 18 de novembre de 1819 - 5 de febrer de 1892) va ser un jurista, polític i botànic luxemburguès.
El 21 de maig 1848 va ser un dels membres de l'Assemblea Constituent de Luxemburg, on va substituir Charles Munchen, que va ser enviat a l'Assemblea Nacional de Francfort. Des del 14 de desembre de 1866 fins al 18 de juny de 1867 va ser Director General (ministre) de Justícia, i també d'Hisenda en el govern de Víctor de Tornaco.
Des de 1867 va pertànyer a la Societat de Ciències Naturals a la secció posterior de l'Institut científic Gran Ducal, membre fundador de la Societat Botànica, estava particularment interessat en les falgueres.
Era fill de Gaspard-Théodore-Ignace de la Fontaine i germà d'Edmond de la Fontaine ("Dicks ") i d'Alphonse de la Fontaine. Es va casar amb Anne Marie Jos. P. Collart (1827-1893), filla de Charles Joseph Collart (1775-1841), el 27 de febrer de 1852.

## Publicacions
- Fontaine, Léon de la (1885): Notiz zu "Polypodium aculeatum, Linné". (An den botanischen Verein zu Luxemburg). Recueil des Mémoires et des Travaux publiés par la Société botanique du G.-D. de Luxembourg, 9-10 (1883–1884): 101-152. Arxivat 2012-12-19 at Archive.is
- Fontaine, Léon de la (1886): Notiz zu Asplenium germanicum, Weis. (Aspl. Brenii, Retz; Aspl. murale, Bernh.; Aspl. alternifolium, Jacq.). Recueil des Mémoires et des Travaux publiés par la Société botanique du G.-D. de Luxembourg, 11(1885–1886): 69-89. Arxivat 2012-12-20 at Archive.is
- Fontaine, Léon de la (1886): Notice sur les Fougères de la flore luxembourgeoise. Rapport lu en séance du 19 décembre 1885, sur les Fougères trouvées par M. Reisen, en Ardennes. Recueil des Mémoires et des Travaux publiés par la Société botanique du G.-D. de Luxembourg 11(1885–1886), 90-126. Arxivat 2012-12-20 at Archive.is